# Andrzej Makowski (wojskowy)
Andrzej Makowski (ur. 26 września 1950 w Kole) – polski wojskowy i naukowiec w specjalności sztuka wojenna i obronność państwa, jeden z czołowych współczesnych polskich specjalistów z zakresu teorii wojny morskiej, zajmuje się szczególnie strategią sił morskich oraz użyciem tych sił w świetle prawa międzynarodowego publicznego.

## Służba wojskowa i praca naukowa
W 1964 roku ukończył Szkołę Podstawową nr 1 w Kole, a 4 lata później Liceum Ogólnokształcące im. Kazimierza Wielkiego w Kole. Ukończył studia wyższe w Wyższej Szkole Marynarki Wojennej w Gdyni w 1972, uzyskując tytuł inżyniera nawigatora oraz stopień podporucznika marynarki. 
W latach 1975–1978 pełnił służbę na stanowisku dowódcy okrętu na ORP „Jastrząb” (trałowiec bazowy). W 1985 r. uzyskał stopień doktora nauk wojskowych (specjalność operacyjno-taktyczna marynarki wojennej) w Akademii Marynarki Wojennej w Leningradzie. W 1992 r. został doktorem habilitowanym w specjalności obronność państwa na podstawie rozprawy pt. Uwarunkowania działalności sił morskich na Bałtyku (aspekty strategiczno-obronne i prawno międzynarodowe) na Wydziale Strategiczno-Obronnym Akademii Obrony Narodowej. W 2001 r. uzyskał tytuł profesora w zakresie nauk wojskowych.
Od 1980 r. związany naukowo z Akademią Marynarki Wojennej w Gdyni, gdzie zajmował m.in. stanowisko kierownika katedry w latach 1989-1995, a następnie do 2003 r. komendanta (dyrektora) Instytutu Dowódczo-Sztabowego (instytut pozawydziałowy) i w latach 2005-2008 dyrektora Instytutu Nauk Humanistycznych.
Obecnie pracuje na stanowisku profesora zwyczajnego w AMW (od 2008 r.) oraz w Wyższej Szkole Bankowej w Toruniu. Członek m.in. Centralnej Komisji do Spraw Stopni i Tytułów (kadencja 2009-2012), Komisji Prawa Morskiego PAN, Komisji Upowszechniania Prawa Humanitarnego przy Zarządzie Głównym PCK oraz rady naukowej Międzynarodowego Prawa Humanitarnego.

## Odznaczenia i wyróżnienia
Został odznaczony następującymi odznaczeniami i wyróżnieniami:
- Krzyż Kawalerski Orderu Odrodzenia Polski (1999)[5]
- Złoty Krzyż Zasługi
- Srebrny Krzyż Zasługi
- Medal Komisji Edukacji Narodowej
- Odznaka Honorowa Polskiego Czerwonego Krzyża II stopnia
- Srebrna odznaka honorowa „Zasłużony Pracownik Morza”

Oprócz tego, posiada też honorowe obywatelstwo miasta Lubbock w Teksasie.

## Wybrane publikacje
- Andrzej Makowski, Uwarunkowania działalności sił morskich na Bałtyku (Aspekty strategiczno-obronne i prawnomiędzynarodowe), Zeszyty Naukowe AMW, nr 113A, Gdynia 1992, ss. 578, ISSN 0860-889X.
- Marek Ilnicki, Andrzej Makowski, Wojna na morzu we współczesnym prawie międzynarodowym, Warszawa-Toruń 1996, ss. 176, ISBN 83-8680-372-X.
- Marek Ilnicki, Andrzej Makowski, Stefan Pejas, „Wojna minowa” na morzu, Toruń 1998, ss. 292, ISBN 83-7174-102-2.
- Andrzej Makowski, Siły morskie współczesnego państwa, Gdynia 2000, ss. 394, ISBN 83-9120-111-2.
- Krzysztof Kubiak, Andrzej Makowski, Korea 1950-53 : działania morskie, Gdańsk 2000, ss. 216, ISBN 83-7237-070-2.